# ニコール・ヴォス
ニコール・ヴォス（Nicole Voss、1982年9月19日 - ）は米国のアダルトモデル。ポルノ雑誌『PLAYBOY』2006年8月号のプレイメイト・オブ・ザ・マンス。
プレイメイトになるため自ら『PLAYBOY』誌に応募写真を送付した。最近のプレイメイトとしては珍しく陰毛にほとんど手を加えていないのが特徴的で、2006年11月の「ディア・プレイボーイ」コーナーではこのことで喝采されている。

## 註
1. ↑  Nicole Voss - Miss August 2006